# Michail V. Kozlov
Michail Vasilevitj Kozlov (ryska: Михаил Васильевич Козлов), född den 31 augusti 1962 i dåvarande Leningrad, är en rysk-finsk ekolog och entomolog specialiserad på fjärilar som sedan 1991 arbetar på Åbo universitet.

Auktorsnamnet Kozlov kan användas för Michail V. Kozlov i samband med ett vetenskapligt namn inom zoologin; se Wikipedia-artiklar som länkar till auktorsnamnet.